# Rail
|  | No s'ha de confondre amb riell. |

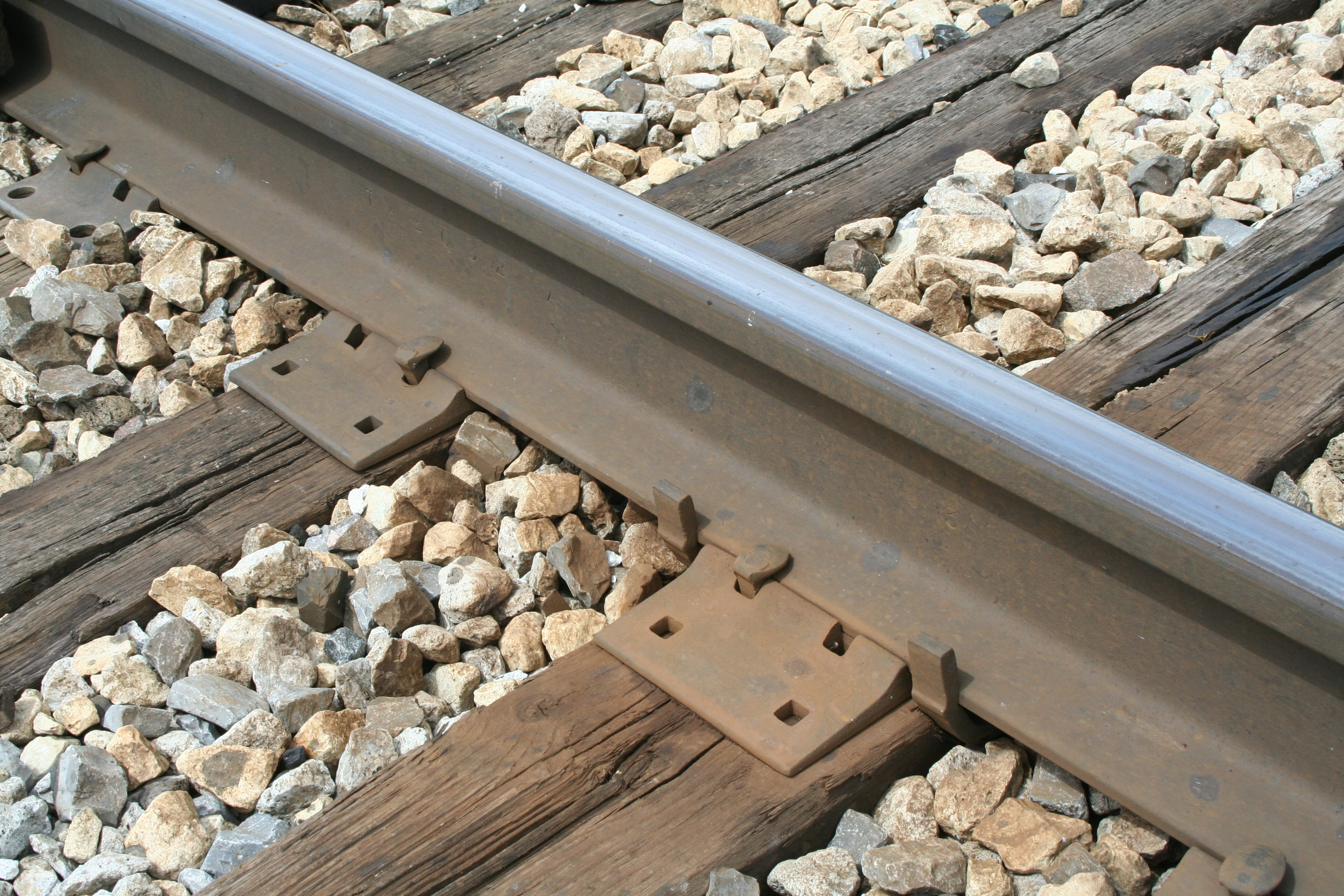
Rail modern.

Hom denomina rail o carril cadascuna de les barres metàl·liques sobre les quals es desplacen les rodes dels trens i tramvies. Els rails es disposen com una de les parts fonamentals de les vies fèrries i actuen com a suport, dispositiu de guiatge i element conductor del corrent elèctric. La característica tècnica més important del ferrocarril és el contacte entre el rail i la roda amb pestanya.

## Història
Els primers rails que es coneixen daten de l'edat de pedra i de l'edat del bronze. Al segle v aC aparegueren rails de fusta per facilitar el transport a les mines. La millora d'aquests en el sector miner va ser el que va portar a l'aparició dels primers carrils de ferro al segle xviii a Alemanya i Anglaterra, per convertir-se en rails d'acer al segle xix.
Els primers carrils van ser petits rails de fosa, que no aguantaven el pas de les rodes per la seva fragilitat, de manera que es va passar a l'acer laminat mentre que s'augmentava la seva longitud i la seva durada (en algunes situacions arribaven a durar només 3 mesos), al mateix temps que se li afegia el patí pla després d'estudis sobre el perfil, i arribant a durar fins a 16 anys.
Ja en el segle xix apareixen les rodes proveïdes de pestanya i la millora de materials, des de l'acer pudelat, els sistemes Bessemer, Thomas i Martin, fins als actuals acers elèctrics i a l'oxigen, permeten passar de càrregues sobre l'eix de 3 a més de 30 tones, i velocitats màximes de 300 km/h (com l'AVE espanyol), i fins i tot proves a més de 500 km/h (com el TGV francès).

## Fabricació i muntatge
Per la laminació de l'acer en brut s'obtenen barres amb el perfil requerit, que es tallen en trams de 18 a 288 m. Per realitzar el muntatge es disposen les barres sobre els dorments i s'uneixen entre elles mitjançant eclissess i bulons, subjectant-se al dorment mitjançant algun sistema de fixació.
També s'ajusta la trocha i s'alinea i anivella el conjunt. Després és usual, en les vies modernes, llevar les eclisses i bulons per substituir-les per unions soldades. D'aquesta manera s'eliminen les juntes, punt en el qual es produeix el major desgast.

### Perfils utilitzats
Al començament del transport per ferrocarril es van utilitzar rails amb dos caps, amb la intenció que fossin usats novament una vegada que el cap en servei arribés al seu límit de desgast. Posteriorment es va veure que aquesta operació no era possible, atès que, en invertir la seva posició, no resultaven aptes per al trànsit a causa del desgast ocasionat pels dorments en la superfície de suport, i es va adoptar el perfil actual, denominat Vignole, el qual consta d'una cara inferior ampla, destinada al suport sobre els dorments, i una cara superior, més estreta i de major altura, destinada a guiar i sostenir les rodes.
En llocs on coexisteix el trànsit carreter amb el tràfic ferroviari s'ha de pavimentar la superfície, sent usual que s'utilitzin rails de tipus Vignole modificats mitjançant una gola, la qual permet que es desplaci per ella la pestanya de les rodes del material ferroviari, alhora que actua com a límit del paviment.
En grues és comuna emprar un perfil específic, denominat Burdach, amb una forma més aplatada i ampla que en el perfil Vignole.

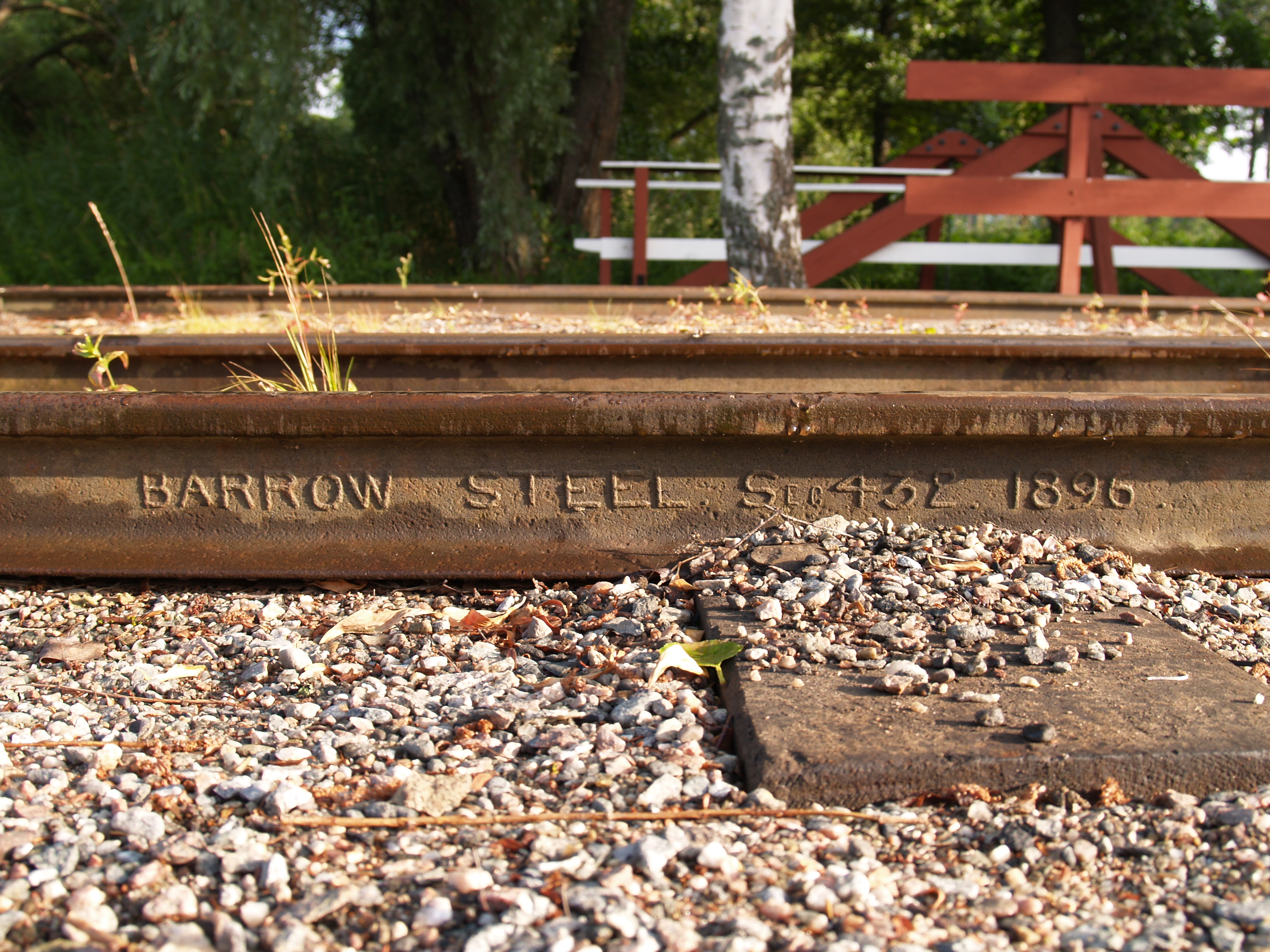
Rail antic
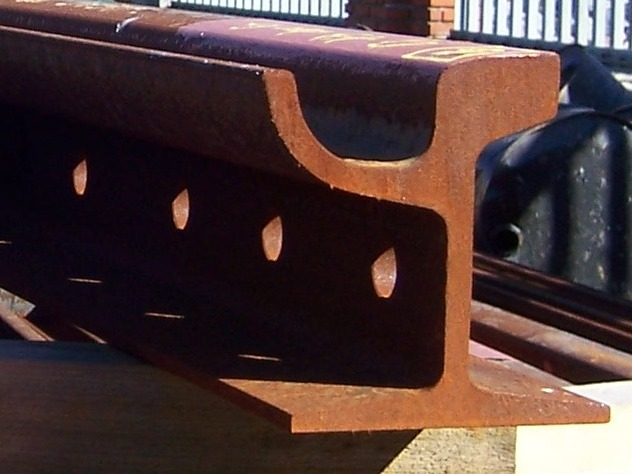
Rail de coll
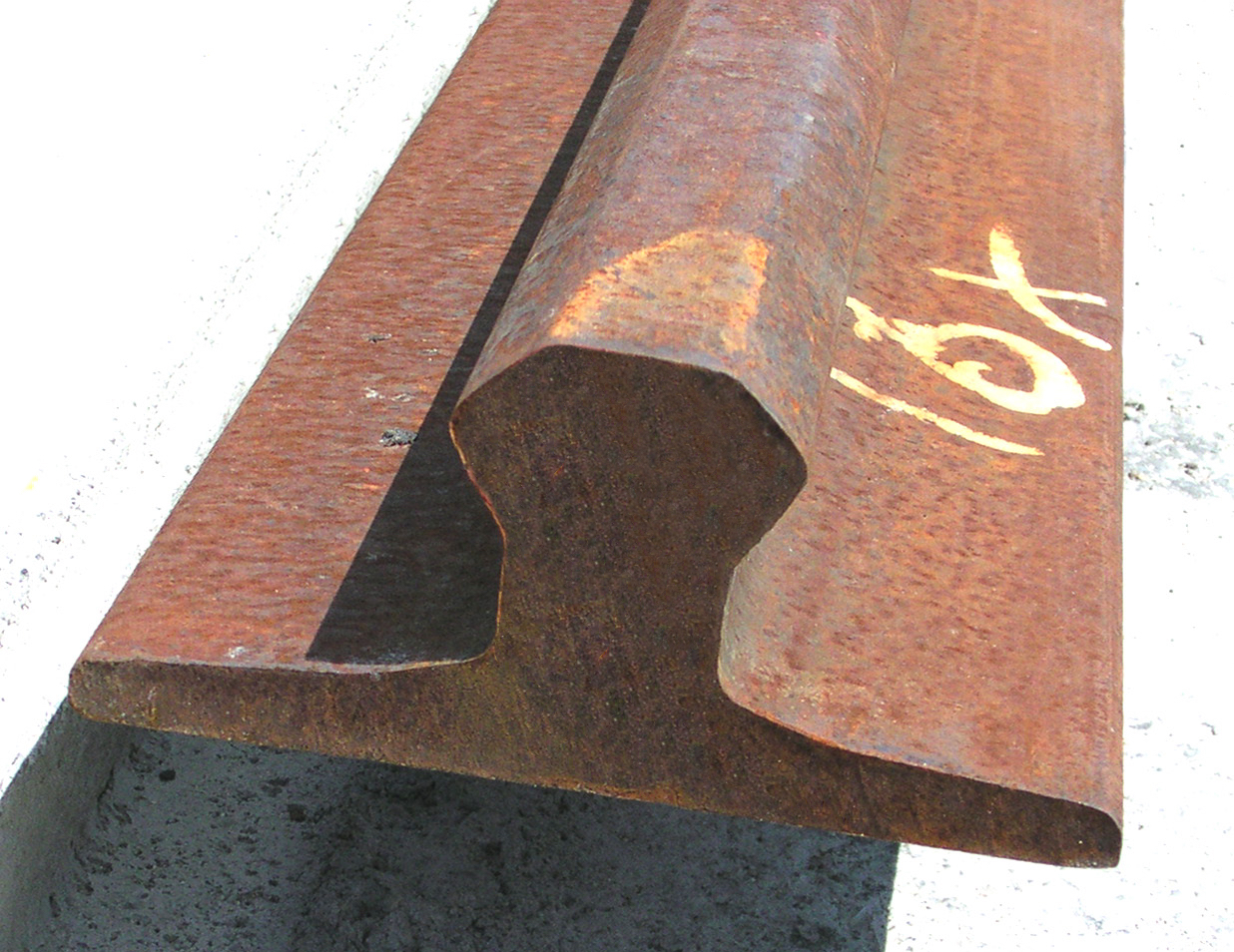
Rail  Burdach
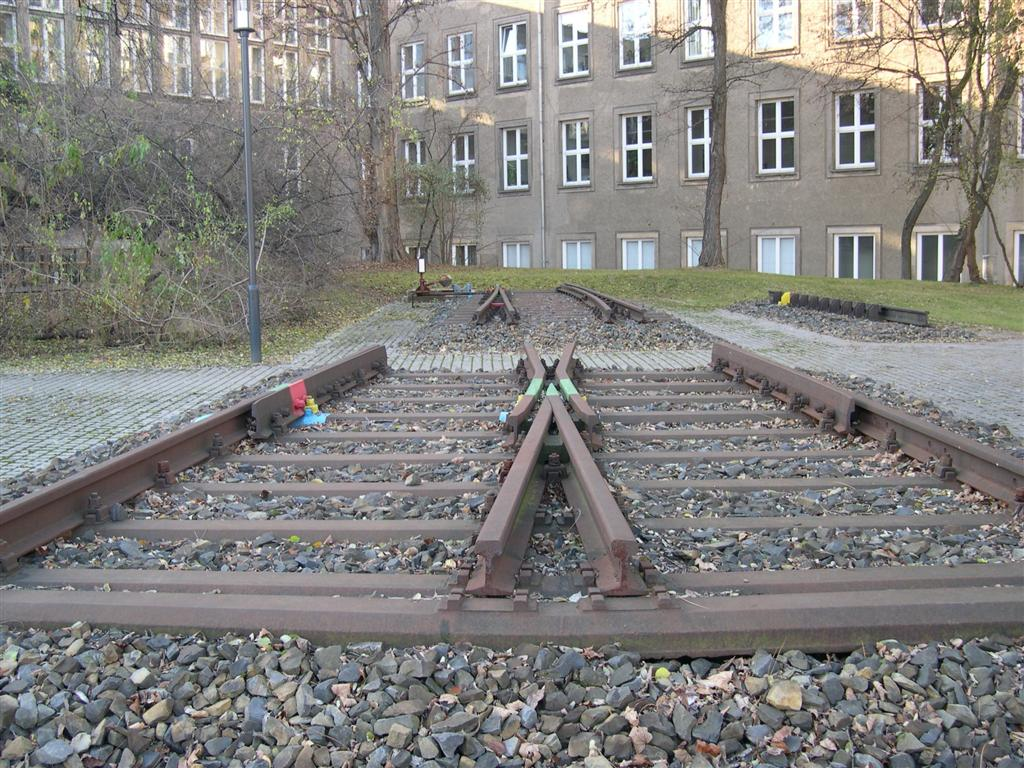
Guies  Vignole
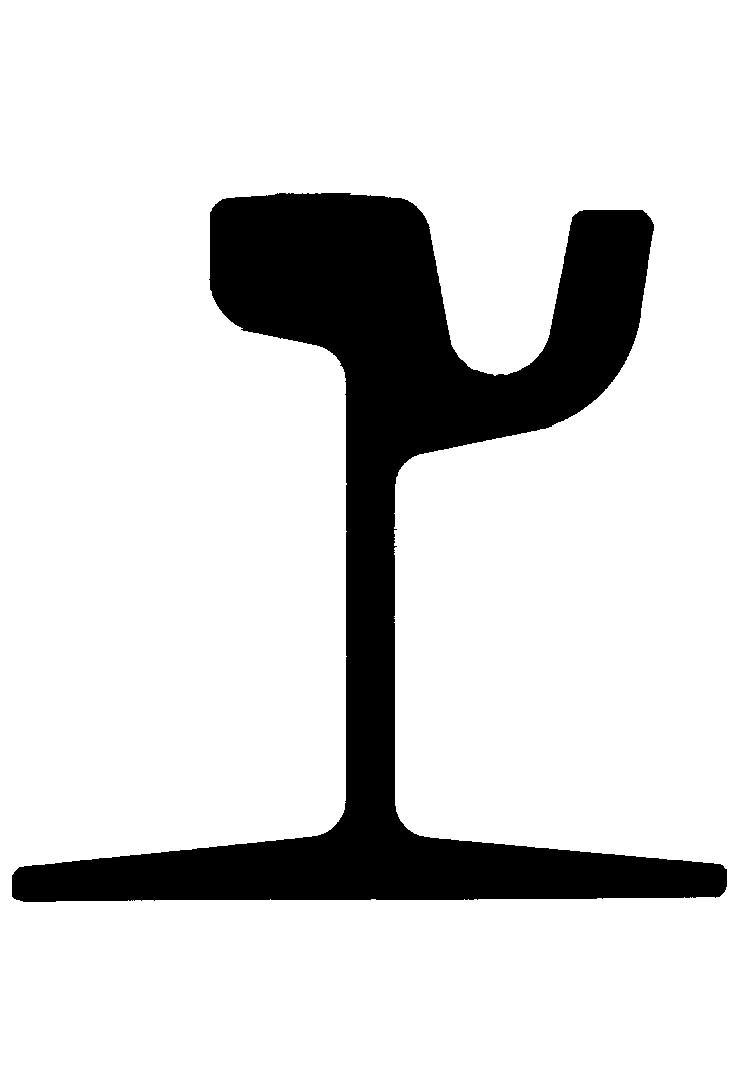
Rail  Phoenix

### Parts del rail
- Cap: Part superior, que s'utilitza com a element de rodadura.
- Patí: Base, d'amplària major que el cap, la superfície inferior és plana per al seu suport a la travessa.
- Ànima: Part de poc gruix que uneix el cap amb el patí.

### Tipus
- Rail lleuger: És aquell el pes del qual no excedeix dels 40 kg per metre lineal. S'usa en línies per les quals circulen trens sense excessiu pes o que transporten càrregues lleugeres, i la velocitat no és alta. Per exemple, en els ferrocarrils miners o els tramvies.
- Rail pesant: El seu pes oscil·la entre els 40 i els 60 kg per metre lineal. S'utilitzen quan augmenten els requeriments de velocitat, seguretat i càrrega màxima a transportar. Principalment s'empra en ferrocarrils de mercaderies o passatgers i metropolitans, així com línies d'alta velocitat.

### Requisits que ha de complir el carril
- Resistir directament les tensions que rep del material rodant i transmetre-les, al seu torn, als altres elements que componen l'estructura de la via.
- Realitzar el guiat de les rodes en el seu moviment.
- Servir de conductor del corrent elèctric per a la senyalització i la tracció en les línies electrificades.

### Qualitats buscades en els rails
- La superfície de rodament ha de ser tan llisa possible per reduir la fricció, però alhora, tingui rugositat per millorar l'adherència roda carril.
- Característiques geomètriques han de trobar dins de l'interval que delimita una calçada de bona qualitat, amb elevada rigidesa, però ha d'absorbir l'energia en forma de deformació elàstica.
- El seu pes és desitjable per tenir elevades càrregues per eix, velocitats i per mantenir la seguretat, però el cost augmenta, encara que també es redueixen costos de manteniment, major durada i menor resistència a l'avanç de les rodes. Se sol usar la fórmula de Shajunianz per buscar el pes òptim del carril.

### Característiques necessàries del perfil
- El cap del rail ha de tenir un ample i altura suficient segons les càrregues i la pestanya. El contacte en la rodadura no ha de ser puntual, repartint els esforços per evitar desgastos, pel que la inclinació del cap és d'1/20, compromís entre la circulació en recta i en corba.
- El gruix de l'ànima del rail ha de transmetre les sol·licitacions del cap cap al patí, tenint en compte la corrosió i les sol·licitacions transversals.
- L'amplada del patí dona la rigidesa per a una repartició correcta de la càrrega sense volteig del rail, sent la relació altura-amplada òptima entre 1,1 i 1,2. La relació espessor/ample del patí ha de ser inferior a 0,075, i el gruix exterior superior a 11 mm per evitar refredaments irregulars en cas de soldadura.
- A més, també cal un equilibri tèrmic entre cap i patí per evitar deformacions o tensions residuals després de la laminació o soldadura. Això s'aconsegueix amb una relació cap-patí 1:1. També es busquen ràdios d'acord grans (sense perjudicar el comportament de servei) per evitar concentracions de tensions en la laminació del rail, el que assegura així mateix una millor expansió i més regular de la flama de preescalfat a les soldadures. El radi d'arestes exteriors serà major o igual a 3 mm i el seu ample inferior a 160 mm per raons de laminació.

### Duresa i materials
Pel que fa a la duresa dels rails, ha de coincidir amb la de les rodes, sent la duresa interna 341HB o superior. Aquesta duresa depèn del tractament superficial (estructura microperlítica) i dels compostos de l'acer dels rails, que són: el ferro, carboni, silici, sofre, fòsfor, arsènic i altres minerals i impureses.
| Percentatge de material | Fabricats a Europa    | Fabricats a Amèrica   |
| % De carboni            | 0,4-0,57              | major a 0,57          |
| % De manganès           | 0,8-1,2               | menor a 0,8           |
| % De silici             | 0,1-0,25              | 0,1-0,25              |
| % De fòsfor             | màxim admissible 0,06 | màxim admissible 0,06 |
| % De sofre              | màxim admissible 0,06 | màxim admissible 0,06 |

| Style = "background: # efefef;" | align = "right" colspan = "2" style = "background: # efefef;"\|Duresa Brinell, HB |       |
| Tipus de rail                   | Mínim                                                                             | Màxim |
| Raills normals                  | 300                                                                               | -     |
| Guies d'alta resistència        | 341                                                                               | 388   |

| Concepte                                    | Normal | Alta resistència |
| Límit de fluència, kg/cm2 mínim             | 4920   | 7730             |
| Límit de ruptura a la tracció, kg/cm2 mínim | 9840   | 11.950           |
| Allargament en 50 mm,% mínim                | 9      | 10               |

## Terminologia
Carril i rail són paraules sinònimes en el llenguatge popular. El nom en llenguatge tècnic és el de carril, ja que d'aquesta paraula prové ferrocarril.